# Rörelsemarginal
Rörelsemarginal anger hur stor del av varje omsatt krona för en rörelse som blir kvar till att täcka räntor, skatt och ge eventuell vinst. Den beräknas på själva resultatet för rörelsen. Grovt sagt intäkter minus kostnader relaterat till omsättningen, men dock utan att ta med de finansiella posterna såsom exempelvis skuldräntor.
I ekonomiska termer: Rörelseresultat/Omsättning
Ibland används (Rörelseresultat+finansiella intäkter)/Omsättningen. Däremot räknas aldrig finansiella kostnader med.

## Exempel
En rörelse med en omsättning på 100 kronor som gett ett resultat före skatt (rörelseresultat) på 10 kronor ger en rörelsemarginal på 10 %.